# Jason Robertson
Pour les articles homonymes, voir Robertson.
Jason Robertson (né le 22 juillet 1999 à Arcadia dans l'état de la Californie aux États-Unis) est un joueur professionnel américain de hockey sur glace. Il évolue au poste d'ailier. Son frère Nicholas Robertson est également professionnel.

## Biographie

### Jeunesse
Robertson naît le 22 juillet 1999 à Arcadia, dans l'État de la Californie, aux États-Unis, de Mercedes et Hugh Robertson. Durant leur enfance, Jason et son frère Nicholas était des grands fans de hockey et leur famille détenait des billets de saisons des Kings de Los Angeles au Staples Center. Robertson commence à jouer au hockey vers l'âge de quatre ou cinq ans, et lorsqu'il a 10 ans, sa famille déménage à Northville, au Michigan, où il a eu plus d'opportunités pour jouer au hockey sur glace.

### Carrière en club
Il commence sa carrière junior en 2015 chez les Frontenacs de Kingston dans la Ligue de hockey de l'Ontario. Il est choisi au deuxième tour, en trente-neuvième position par les Stars de Dallas lors du repêchage d'entrée dans la LNH 2017. En 2019, il passe professionnel avec les Stars du Texas, club ferme des Stars dans la Ligue américaine de hockey. Le 13 février 2020, il joue son premier match dans la Ligue nationale de hockey avec les Stars chez les Maple Leafs de Toronto et enregistre sa première assistance. Il marque son premier but dans la LNH le 7 février 2021 face aux Blackhawks de Chicago.

### Carrière internationale
Il représente les États-Unis au niveau international. Il prend part aux sélections jeunes. Il honore sa première sélection senior le 22 mai 2021 face à la Finlande et marque son premier but lors d'une défaite 2-1.

## Statistiques

### En club
| Saison     | Équipe                 | Ligue      |     | Saison régulière | Saison régulière | Saison régulière | Saison régulière | Saison régulière |    | Séries éliminatoires | Séries éliminatoires | Séries éliminatoires | Séries éliminatoires | Séries éliminatoires |
| Saison     | Équipe                 | Ligue      | PJ  | B                | A                | Pts              | Pun              | PJ               | B  | A                    | Pts                  | Pun                  |                      |                      |
| 2015-2016  | Frontenacs de Kingston | LHO        | 54  | 18               | 14               | 32               | 6                | 4                | 1  | 1                    | 2                    | 2                    |                      |                      |
| 2016-2017  | Frontenacs de Kingston | LHO        | 68  | 42               | 39               | 81               | 29               | 11               | 5  | 13                   | 18                   | 0                    |                      |                      |
| 2017-2018  | Frontenacs de Kingston | LHO        | 68  | 41               | 46               | 87               | 36               | 16               | 10 | 8                    | 18                   | 8                    |                      |                      |
| 2018-2019  | Frontenacs de Kingston | LHO        | 24  | 23               | 15               | 38               | 18               | -                | -  | -                    | -                    | -                    |                      |                      |
| 2018-2019  | IceDogs de Niagara     | LHO        | 38  | 25               | 54               | 79               | 24               | 10               | 7  | 3                    | 10                   | 11                   |                      |                      |
| 2019-2020  | Stars du Texas         | LAH        | 60  | 25               | 22               | 47               | 28               | -                | -  | -                    | -                    | -                    |                      |                      |
| 2019-2020  | Stars de Dallas        | LNH        | 3   | 0                | 1                | 1                | 0                | -                | -  | -                    | -                    | -                    |                      |                      |
| 2020-2021  | Stars de Dallas        | LNH        | 51  | 17               | 28               | 45               | 16               | -                | -  | -                    | -                    | -                    |                      |                      |
| 2021-2022  | Stars de Dallas        | LNH        | 74  | 41               | 38               | 79               | 22               | 7                | 1  | 3                    | 4                    | 0                    |                      |                      |
| 2022-2023  | Stars de Dallas        | LNH        | 82  | 46               | 63               | 109              | 20               | 19               | 7  | 11                   | 18                   | 2                    |                      |                      |
| 2023-2024  | Stars de Dallas        | LNH        | 82  | 29               | 51               | 80               | 22               | 19               | 6  | 10                   | 16                   | 0                    |                      |                      |
| Totaux LNH | Totaux LNH             | Totaux LNH | 292 | 133              | 181              | 314              | 80               | 45               | 14 | 24                   | 38                   | 2                    |                      |                      |

### En équipe nationale
| Année | Compétition                 |    | PJ | B | A | Pts | Pun | +/-                |  | Résultat |
| 2019  | Championnat du monde junior | 7  | 1  | 6 | 7 | 4   | +4  | Médaille d'argent  |  |          |
| 2021  | Championnat du monde        | 10 | 4  | 5 | 9 | 10  | +8  | Médaille de bronze |  |          |

## Trophées et honneurs personnels

### LHO
- 2018-2019 : 
  - remporte le trophée Eddie-Powers (meilleur pointeur de la LHO)
  - nommé dans la première équipe d'étoiles

### Ligue canadienne de hockey
- 2018-2019 : termine meilleur pointeur

### LNH
- 2020-2021 :
  - nommé recrue du mois d'avril
  - sélectionné dans l'équipe d'étoiles des recrues
- 2022-2023 : participe au 67e Match des étoiles
- 2022-2023 : nommé dans la première équipe d'étoiles